# Erebochlora simulator
Erebochlora simulator là một loài bướm đêm trong họ Geometridae.